# 早春賦 (ザ・チルドレンの曲)
「早春賦」（そうしゅんふ）は、ザ・チルドレンの3枚目のシングル。2009年2月25日にジェネオンエンタテインメントから発売された。

## 解説
表題曲「早春賦」は、テレビアニメ『絶対可憐チルドレン』後期エンディングテーマとして使用され、同アニメで明石薫、野上葵、三宮紫穂役を演じる平野綾、白石涼子、戸松遥がザ・チルドレンのメンバーとして歌っている。カップリングにはMY WINGSをザ・チルドレンがフィーチャリングしたものが収録されている。 ジャケットには椎名高志描き下ろしによる未来の明石薫、野上葵、三宮紫穂のイラストが用いられており、初回仕様として絶対可憐な色鉛筆皆本Verが封入されている。

## 収録曲
1. 早春賦 [3:56] 
作詞:六ツ見純代、作曲：磯部篤子、編曲：前口渉
2. MY WINGS feat．THE CHILDREN [4:02] 
作詞:人萌呼、作曲・編曲:前口渉
3. 早春賦 （INST）
4. MY WINGS feat．THE CHILDREN（INST）

## 収録アルバム
| 曲名                        | アルバム    | 発売日        |
| --------------------------- | ----------- | ------------- |
| 早春賦                      | 『level 7』 | 2009年3月25日 |
| MY WINGS feat．THE CHILDREN | 『level 7』 | 2009年3月25日 |